# Stamboom Elizabeth Bowes-Lyon
Dit is de stamboom van Elizabeth Bowes-Lyon (1900-2002).
| Grootouders                                                                               | Claude Bowes-Lyon (1824-1904) x 1853 Frances Smith (1832-1922)              | Claude Bowes-Lyon (1824-1904) x 1853 Frances Smith (1832-1922)              | Claude Bowes-Lyon (1824-1904) x 1853 Frances Smith (1832-1922)              | Claude Bowes-Lyon (1824-1904) x 1853 Frances Smith (1832-1922)              | Claude Bowes-Lyon (1824-1904) x 1853 Frances Smith (1832-1922)              | Claude Bowes-Lyon (1824-1904) x 1853 Frances Smith (1832-1922)              | Charles Cavendish-Bentinck (1817-1865) x 1859 Louisa Burnaby (1832-1918)    | Charles Cavendish-Bentinck (1817-1865) x 1859 Louisa Burnaby (1832-1918)    | Charles Cavendish-Bentinck (1817-1865) x 1859 Louisa Burnaby (1832-1918)    | Charles Cavendish-Bentinck (1817-1865) x 1859 Louisa Burnaby (1832-1918)    | Charles Cavendish-Bentinck (1817-1865) x 1859 Louisa Burnaby (1832-1918)    | Charles Cavendish-Bentinck (1817-1865) x 1859 Louisa Burnaby (1832-1918)    |
| Ouders                                                                                    | Claude Bowes-Lyon (1855-1944) x 1881 Cecilia Cavendish-Bentinck (1862-1938) | Claude Bowes-Lyon (1855-1944) x 1881 Cecilia Cavendish-Bentinck (1862-1938) | Claude Bowes-Lyon (1855-1944) x 1881 Cecilia Cavendish-Bentinck (1862-1938) | Claude Bowes-Lyon (1855-1944) x 1881 Cecilia Cavendish-Bentinck (1862-1938) | Claude Bowes-Lyon (1855-1944) x 1881 Cecilia Cavendish-Bentinck (1862-1938) | Claude Bowes-Lyon (1855-1944) x 1881 Cecilia Cavendish-Bentinck (1862-1938) | Claude Bowes-Lyon (1855-1944) x 1881 Cecilia Cavendish-Bentinck (1862-1938) | Claude Bowes-Lyon (1855-1944) x 1881 Cecilia Cavendish-Bentinck (1862-1938) | Claude Bowes-Lyon (1855-1944) x 1881 Cecilia Cavendish-Bentinck (1862-1938) | Claude Bowes-Lyon (1855-1944) x 1881 Cecilia Cavendish-Bentinck (1862-1938) | Claude Bowes-Lyon (1855-1944) x 1881 Cecilia Cavendish-Bentinck (1862-1938) | Claude Bowes-Lyon (1855-1944) x 1881 Cecilia Cavendish-Bentinck (1862-1938) |
| Elizabeth Bowes-Lyon (1900-2002) x 1923 George VI van het Verenigd Koninkrijk (1895-1952) |                                                                             |                                                                             |                                                                             |                                                                             |                                                                             |                                                                             |                                                                             |                                                                             |                                                                             |                                                                             |                                                                             |                                                                             |
| Kinderen                                                                                  | Elizabeth II (1926-2022) x 1947 Philip Mountbatten (1921-2021)              | Elizabeth II (1926-2022) x 1947 Philip Mountbatten (1921-2021)              | Elizabeth II (1926-2022) x 1947 Philip Mountbatten (1921-2021)              | Elizabeth II (1926-2022) x 1947 Philip Mountbatten (1921-2021)              | Elizabeth II (1926-2022) x 1947 Philip Mountbatten (1921-2021)              | Elizabeth II (1926-2022) x 1947 Philip Mountbatten (1921-2021)              | Elizabeth II (1926-2022) x 1947 Philip Mountbatten (1921-2021)              | Elizabeth II (1926-2022) x 1947 Philip Mountbatten (1921-2021)              | Margaret (1930-2002) x 1960 Antony Armstrong-Jones(1930-2017)               | Margaret (1930-2002) x 1960 Antony Armstrong-Jones(1930-2017)               | Margaret (1930-2002) x 1960 Antony Armstrong-Jones(1930-2017)               | Margaret (1930-2002) x 1960 Antony Armstrong-Jones(1930-2017)               |
| Kleinkinderen                                                                             | Charles (1948) x 1981 Diana Spencer (1961-1997)                             | Charles (1948) x 1981 Diana Spencer (1961-1997)                             | Anne (1950) x 1973 Mark Phillips (1948)                                     | Anne (1950) x 1973 Mark Phillips (1948)                                     | Andrew (1960) x 1986 Sarah Ferguson (1959)                                  | Andrew (1960) x 1986 Sarah Ferguson (1959)                                  | Edward (1964) x 1999 Sophie Rhys-Jones (1965)                               | Edward (1964) x 1999 Sophie Rhys-Jones (1965)                               | David (1961) x 1993 Serena Alleyne Stanhope (1970)                          | David (1961) x 1993 Serena Alleyne Stanhope (1970)                          | Sarah (1964) x 1994 Daniel Chatto (1957)                                    | Sarah (1964) x 1994 Daniel Chatto (1957)                                    |
| Achterkleinkinderen                                                                       | William (1982) Harry (1984)                                                 | William (1982) Harry (1984)                                                 | Peter (1977) Zara (1981)                                                    | Peter (1977) Zara (1981)                                                    | Beatrice (1988) Eugenie (1990)                                              | Beatrice (1988) Eugenie (1990)                                              | Louise (2003) James (2007)                                                  | Louise (2003) James (2007)                                                  | Charles (1999) Margarita (2002)                                             | Charles (1999) Margarita (2002)                                             | Samuel (1996) Arthur (1999)                                                 | Samuel (1996) Arthur (1999)                                                 |